# 越南风筝果
越南风筝果（学名：Hiptage benghalensis var. tonkinensis）为金虎尾科风筝果属下的一个变种。其种加词“benghalensis”意为“孟加拉国的”。其变种加词“tonkinensis”意为“越南东京的”。